# Dmitri Wladislawowitsch Neljubin
Dmitri Wladislawowitsch Neljubin (russisch Дмитрий Владиславович Нелюбин; * 8. Februar 1971 in Leningrad; † 1. Januar 2005 in Sankt Petersburg) war ein sowjetischer bzw. russischer Radrennfahrer.
Dmitri Neljubin war der Sohn von Wladislaw Neljubin (* 1947), einem sowjetischen Radrennfahrer. Seinen größten Erfolg feierte er bei den Olympischen Sommerspielen 1988 in Seoul, wo er als 17-Jähriger zusammen mit Wjatscheslaw Jekimow, Artūras Kasputis und Gintautas Umaras Olympiasieger in der 4000-m-Mannschaftsverfolgung wurde. Vier Jahre später wurde er bei den Olympischen Spielen in Barcelona in derselben Disziplin Sechster mit dem Team der Gemeinschaft Unabhängiger Staaten. Bei den Bahnradsport-Weltmeisterschaften 1990 gewann die Sowjetunion mit Waleri Baturo, Jewgeni Berzin, Dmitri Neljubin und Oleksandr Hontschenkow die Goldmedaille in der Mannschaftsverfolgung.
Die Belgien-Rundfahrt für Amateure gewann er 1988 und 1990. 1992 nach Olympia trat er zum Profisport über, ohne jedoch über einige Etappensiege hinauszukommen.
Neljubin wurde am Neujahrsmorgen 2005 während der Feierlichkeiten zum Jahreswechsel in St. Petersburg vor seinem Wohnhaus zu Tode geprügelt. Er erlag später im Krankenhaus seinen schweren Verletzungen. Im September 2009 wurde der Täter zu 18 Jahren Haft verurteilt.